# Henri Gran
Pour les articles homonymes, voir Gran.
 (septembre 2021).
La mise en forme du texte ne suit pas les recommandations de Wikipédia : il faut le « wikifier ».
Les points d'amélioration suivants sont les cas les plus fréquents :
- Les titres sont pré-formatés par le logiciel. Ils ne sont ni en capitales, ni en gras.
- Le texte ne doit pas être écrit en capitales (les noms de famille non plus), ni en gras, ni en italique, ni en « petit »…
- Le gras n'est utilisé que pour surligner le titre de l'article dans l'introduction, une seule fois.
- L'italique est rarement utilisé : mots en langue étrangère, titres d'œuvres, noms de bateaux, etc.
- Les citations ne sont pas en italique mais en corps de texte normal. Elles sont entourées par des guillemets français : « et ».
- Les listes à puces sont à éviter, des paragraphes rédigés étant largement préférés. Les tableaux sont à réserver à la présentation de données structurées (résultats, etc.).
- Les appels de note de bas de page (petits chiffres en exposant, introduits par l'outil «  Source ») sont à placer entre la fin de phrase et le point final[comme ça].
- Les liens internes (vers d'autres articles de Wikipédia) sont à choisir avec parcimonie. Créez des liens vers des articles approfondissant le sujet. Les termes génériques sans rapport avec le sujet sont à éviter, ainsi que les répétitions de liens vers un même terme.
- Les liens externes sont à placer uniquement dans une section « Liens externes », à la fin de l'article. Ces liens sont à choisir avec parcimonie suivant les règles définies. Si un lien sert de source à l'article, son insertion dans le texte est à faire par les notes de bas de page.
- La présentation des références doit suivre les conventions bibliographiques. Il est recommandé d'utiliser les modèles {{Ouvrage}}, {{Chapitre}}, {{Article}}, {{Lien web}} et/ou {{Bibliographie}}. Le mode d'édition visuel peut mettre en forme automatiquement les références.
- Insérer une infobox (cadre d'informations à droite) n'est pas obligatoire pour parachever la mise en page.

Pour une aide détaillée, merci de consulter Aide:Wikification.
Si vous pensez que ces points ont été résolus, vous pouvez retirer ce bandeau et améliorer la mise en forme d'un autre article.

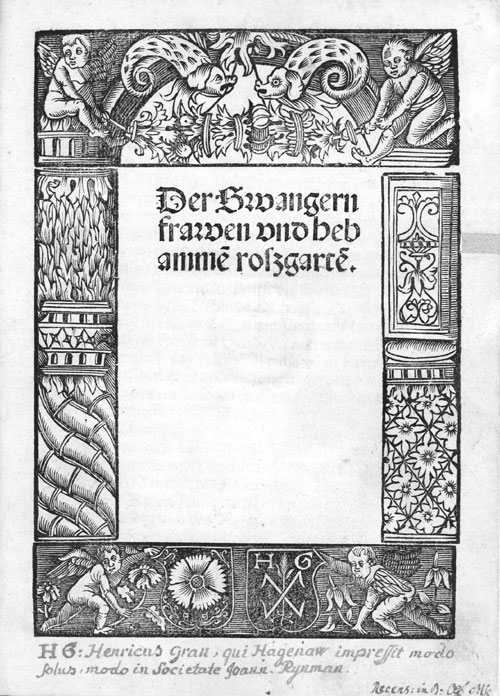
Eucharius Rösslin: Der Swangern frawen und Hebammen roszgarten, seconde édition, imprimée par Heinrich Gran (Haguenau 1515)

Henri Gran (en allemand Heinrich Gran, 1489 - 1523-4) était un imprimeur allemand haguenovien de la période des incunables. Aux côtés de Johannes Mentelin et Heinrich Eggestein, il fut l’un des pionniers de l’impression en Alsace.
Avec son atelier d’impression installé à son domicile, rue des Roses à Haguenau, il fut actif entre 1489 et 1527. Le premier ouvrage à sortir de ses presses fut un Cornutus de Jean de Garlande.
Il publia majoritairement des ouvrages de théologie, en particulier des sermons latins, mais également des livres d’enseignement, des ouvrages de philosophie et de jurisprudence.
S’il publie près de trois cents éditions durant sa période d’activité, la grosse majorité se situe entre 1501 et 1527 où 213 ouvrages, principalement théologiques, sont connus être sortis de ses presses.
Gran a également imprimé pour le compte d’éditeurs étrangers, en particulier le libraire Johann Rynmann à Augsbourg qui finança l’impression de 174 sur les 213 ouvrages mentionnés ci-dessus. La mort de ce dernier en 1522 fit beaucoup ralentir sa production. Il imprima aussi pour les éditeurs Johann I Knobloch de Strasbourg, Konrad Hist de Spire, Franz Birckmann de Cologne, Wolfgang Lachner de Bâle et Johann Grüner d’Ulm. De fait, beaucoup de ses ouvrages étaient destinés au marché hongrois, comme l’atteste la surreprésentation des livres du prédicateur hongrois Pelbart de Themeswar dans ses impressions (45 éditions).
Gran semble avoir également travaillé avec l’autre l’imprimeur haguenovien Thomas Anshelm, installé Rue de la Mare aux Canards. À sa différence, il ne publia aucun ouvrage de la Réforme.
Gran siège au sénat de Haguenau à partir de 1509. Il aurait employé Wolfgang Angst en qualité de correcteur vers 1511-1514. À la fin de son exercice, à partir de 1524, son imprimerie fut dirigée par Armand Farckall, venu de Colmar. Deux publications parues en sept. 1527 portent encore le nom de Heinrich Gran.
La présentation des livres qu’il faisait imprimer évolua : d’une page de titre ne comportant que titre et auteur, il passa aux titres rouge et noirs vers 1500 puis à une encadrure de la totalité de la page. Cinq marques d’imprimerie différentes lui sont connues, présentant toutes des chérubins, la rose à cinq pétales de Haguenau et son sigle d’imprimeur dans des décors travaillés. Son sigle se trouve dans l’aine inférieure de la couverture du titre et comporte sur un bouclier deux doubles crochets croisés, traversés par un gel de céréale ; les lettres H. G. sont souvent apposées.
La médiathèque de Haguenau conserve actuellement 160 ouvrages imprimés par Gran, dont 37 incunables.